# Temnaspis cumingii
Temnaspis cumingii es una especie de coleóptero de la familia Megalopodidae.

## Distribución geográfica
Habita en Manila (Filipinas).